# Shirozuella flavosemiovata
Shirozuella flavosemiovata – gatunek chrząszcza z rodziny biedronkowatych i podrodziny Coccinellinae. Występuje w południowo-wschodniej części Chin.

## Taksonomia
Gatunek ten opisany został po raz pierwszy w 2019 roku przez Tong Junbo i Wang Xinminga na łamach „Zootaxa”, w publikacji współautorstwa Zhang Xiaoninga i Chen Xiaoshenga. Jako lokalizację typową autorzy wskazali Xujiabę w górach Ailao na terenie chińskiej prowincji Junnan. Epitet gatunkowy oznacza po łacinie „żółto-półjajowata” i nawiązuje do koloru i kształtu plamy na pokrywach tego owada.

## Morfologia
Chrząszcz o podługowato-owalnym, słabo wysklepionym ciele długości od 1,86 do 1,96 mm i szerokości od 1,15 do 1,23 mm, z wierzchu porośniętym przerzedzonym owłosieniem. Głowa ma ubarwienie żółte do brązowego z ciemnobrązowymi głaszczkami szczękowymi. Czoło pokryte jest drobnymi i rozproszonymi punktami, z których wyrastają długie szczecinki. Przedplecze jest żółtawobrązowe z dużą czarną plamą. Punkty na jego powierzchni są mniejsze niż na głowie i słabo widoczne. Trójkątna tarczka ma czarne ubarwienie. Pokrywy są czarniawe z dwoma parami żółtych znaków, z których pierwszy jest C-kształtny i leży pośrodku pokrywy, a drugi jest czworokątny i leży przy wierzchołku pokrywy. Punktowanie pokryw jest wyraźnie większe niż na przedpleczu, nieregularnie rozmieszczone. Spód ciała jest czarny z żółtobrązowymi podgięciami pokryw. Przedpiersie i śródpiersie (mezowentryt) są słabo szagrynowane i niewyraźnie punktowane. Odnóża są żółtawobrązowe do czarnych. Linie zabiodrowe na pierwszym widocznym sternicie odwłoka (wentrycie) są kompletne i tworzą V-kształtny znak sięgający czubkiem krawędzi tylnej tegoż segmentu. Genitalia samca mają płat środkowy (ang. penis guide) w widoku brzusznym długi, smukły, w nasadowej 1/3 prawie równoległoboczny, w wierzchołkowej 1/3 najszerszy, ku zaokrąglonemu szczytowi zwężony, w widoku bocznym zaś najszerszy u podstawy i ku spiczastemu, zakrzywionemu szczytowi zwężony. Smukłe paramery są nieco dłuższe od tegoż płata. Samo prącie jest długie, smukłe i haczykowato zwieńczone. Genitalia samicy mają 2,7 raza dłuższe niż szerokie i ku tępym szczytom zwężone gonokoksyty z wyraźnymi gonostylikami.

## Rozprzestrzenienie
Owad orientalny, endemiczny dla Chin, znany tylko z gór Ailao i Dajian w Junnanie.